# Armand Cattier
Pierre-Armand Cattier (Charleville, 20 februari 1830 - Elsene, 5 juni 1892) was een Frans-Belgisch beeldhouwer.

## Leven
Hij groeide op in de Franse Ardennen nabij de grens als zoon van de wolkammer Jean-Louis Cattier en Catherine Thérèse Jarion. Het gezin verhuisde in 1840 naar Brussel. Van 1845 tot 1854 studeerde hij aan de Kunstacademie Brussel, waar hij de lessen Figure antique en Tête antique van Louis Jéhotte volgde. Waarschijnlijk werkte hij ook in het atelier van Eugène Simonis. Hij trouwde in 1854 en vroeg in 1868 met succes de naturalisatie aan.

## Werk
De eerste grote sculptuur van Cattier was het beeld van Boduognat in verbronsd zink dat hij in 1866 maakte voor de Spoorbaanpoort van de Brialmontvesting in Antwerpen. Deze Nervische aanvoerder paste in het nationale heldendom van de jonge staat. Het gips werd in 1867 getoond op de Parijse salon. Nog voor Antwerpen vervaardigde hij de linker leeuw van de Mechelsepoort.
Na het repatriëren van het stoffelijk overschot van John Cockerill in 1867 won Cattier de wedstrijd voor een gedenkteken aan de industrieel. Zijn Monument voor John Cockerill voorzag een bronzen standbeeld op een sokkel en eronder vier gietijzeren arbeiders. Dit waren de eerste realistische werkmansculpturen in België. Het monument werd in 1871 ingehuldigd op de Place Communale van Seraing. Het volgende jaar kwam er een aangepaste repliek op het Luxemburgplein in Brussel.
Op de Wereldtentoonstelling van 1878 in Parijs won Cattier met zijn Dafnis de tweede medaille. Voor het peristilium van het Justitiepaleis van Brussel ontwierp hij de marmeren beelden van Demosthenes en Lykourgos. Ze werden geplaatst in 1882. Even verder op de Kleine Zavel maakte hij twee van de 48 ambachtsbeeldjes waarmee de omheining in 1890 werd gedecoreerd: De Kleermakers en De Borduurders en Bontwerkers.

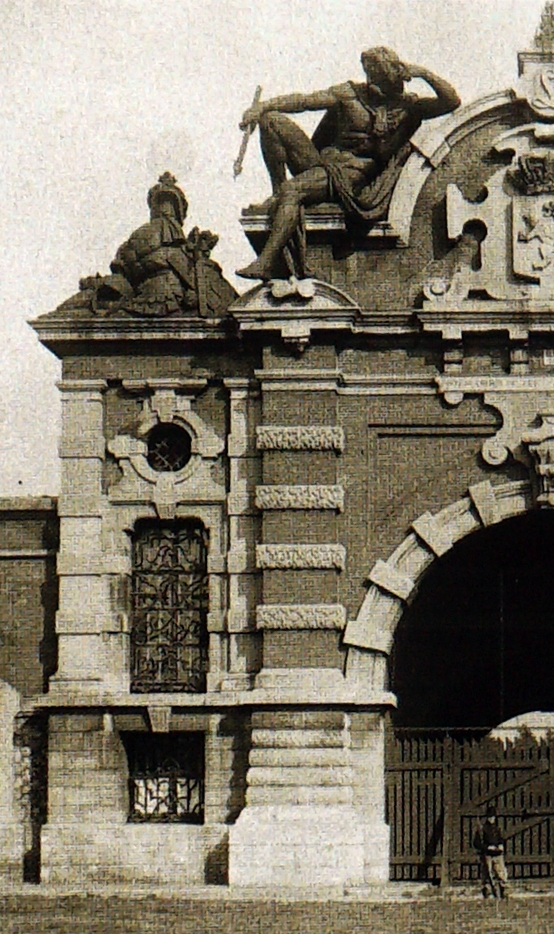
Boduognat
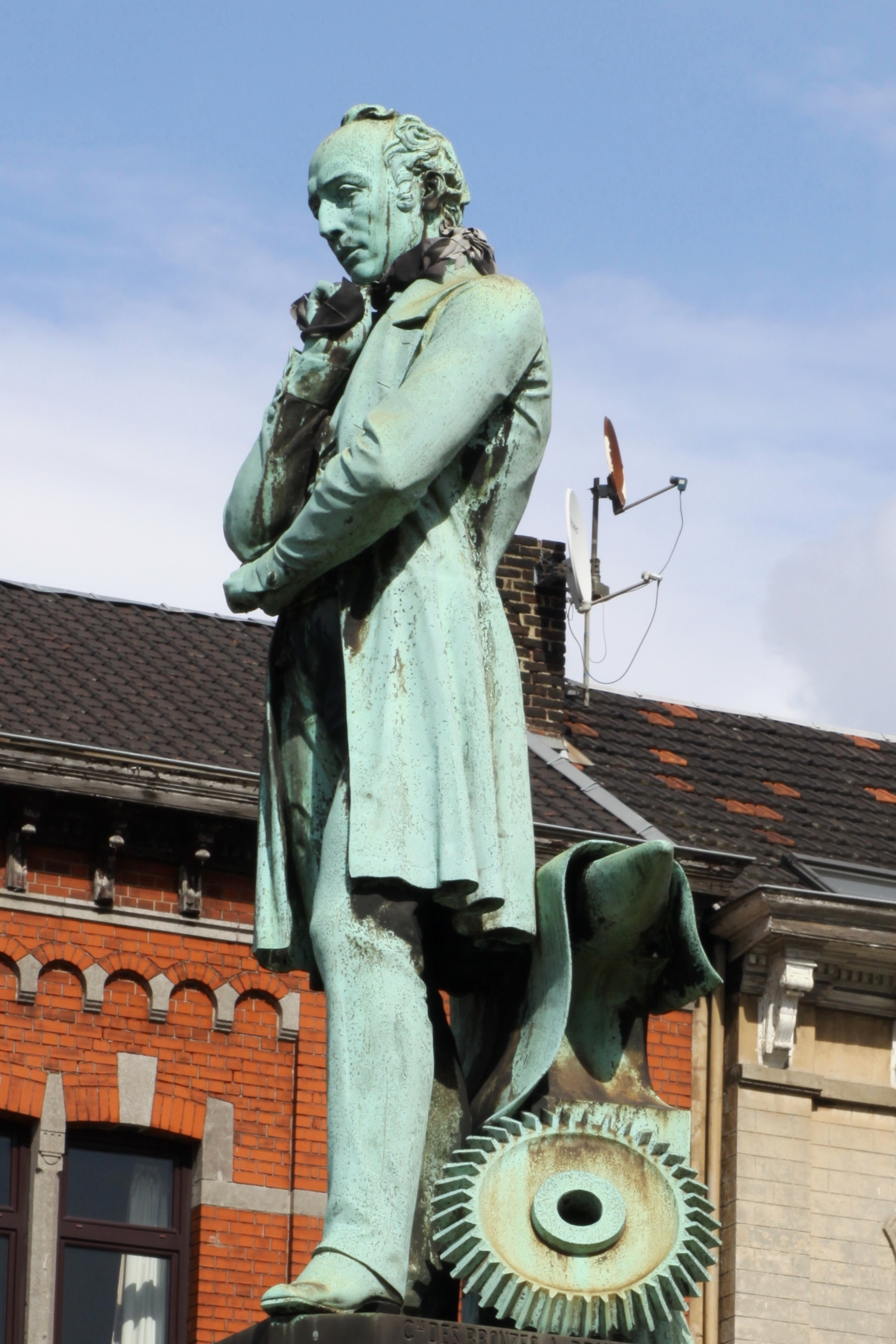
Cockerill
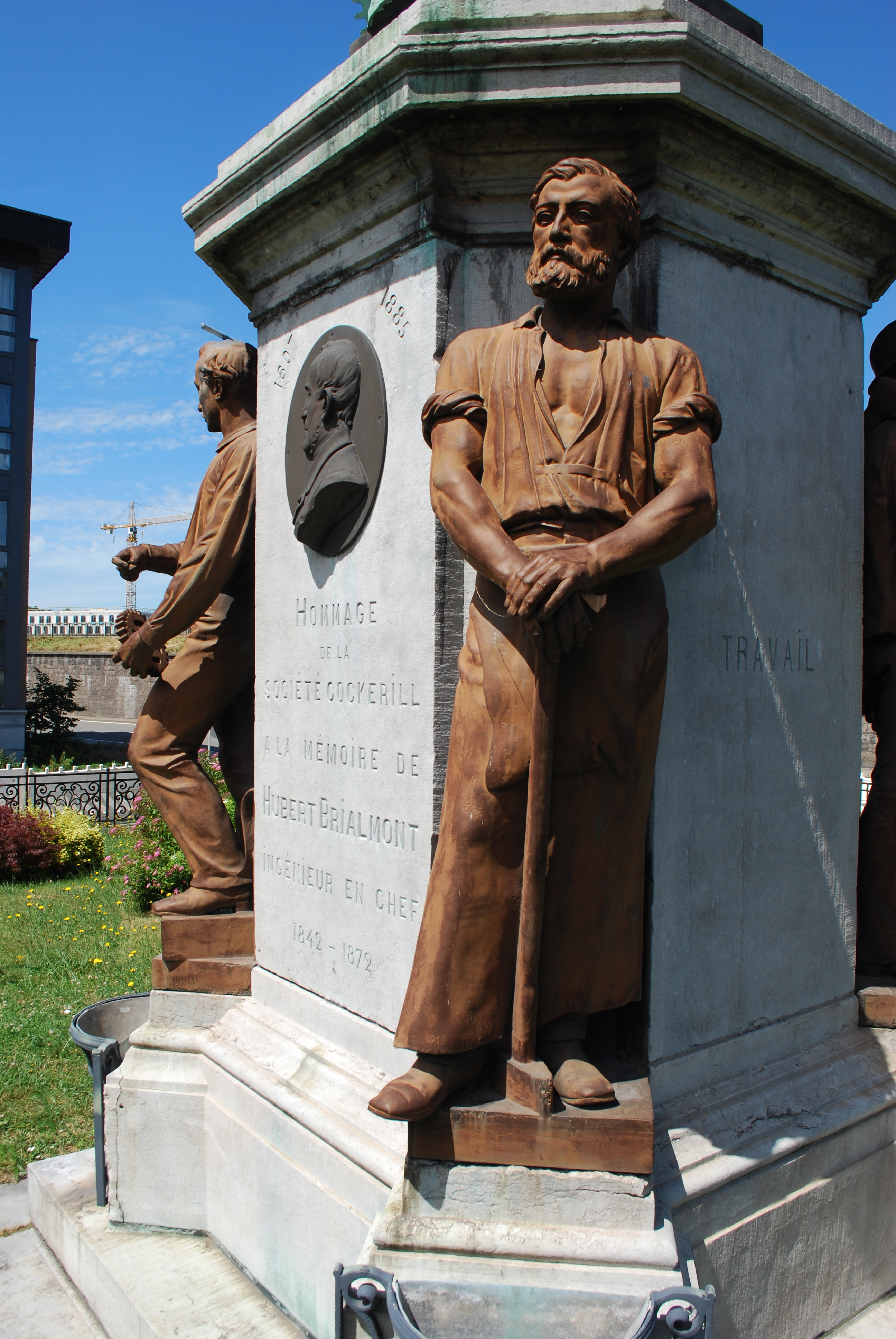
De smid Lognoul
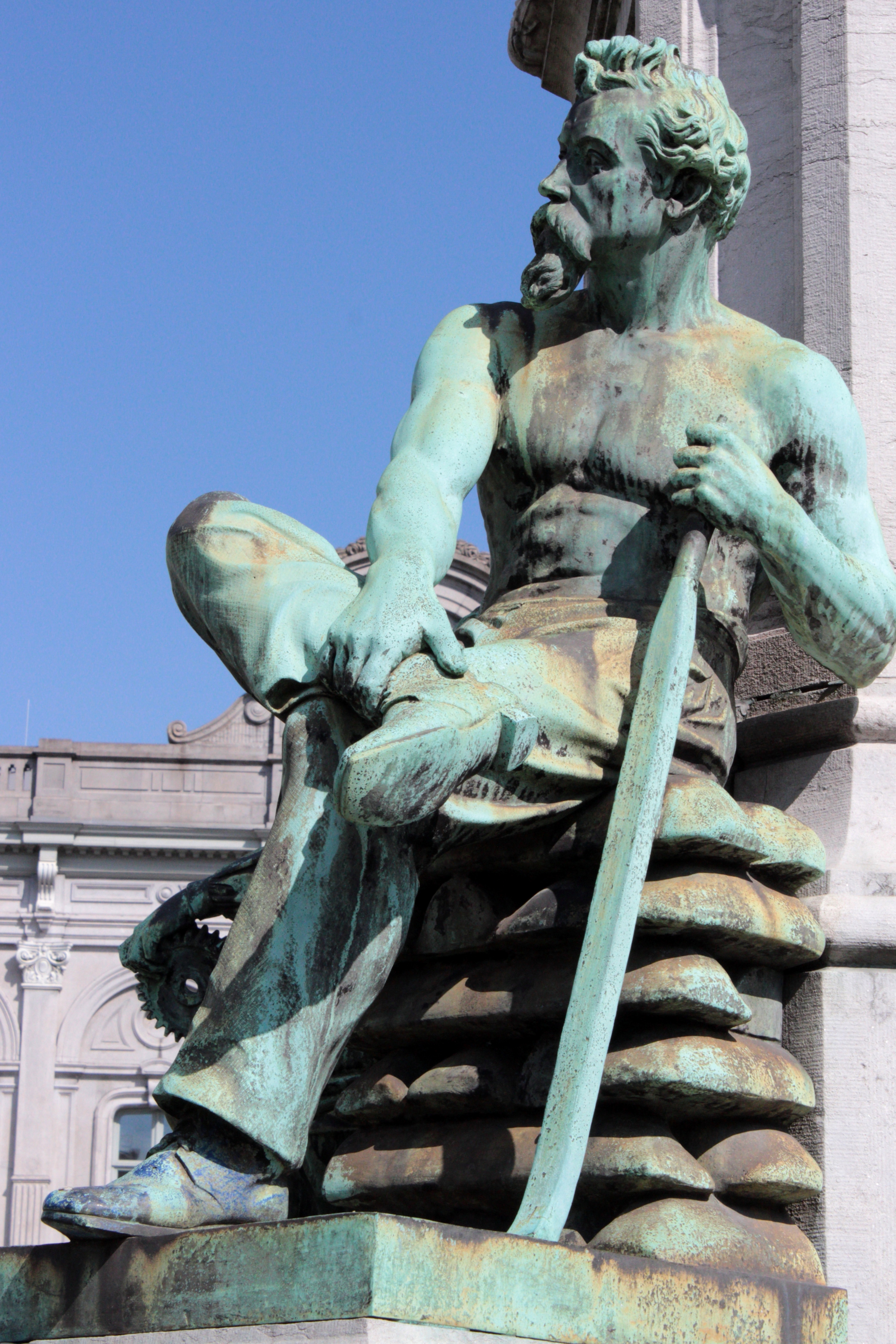
De puddelaar Lejeune
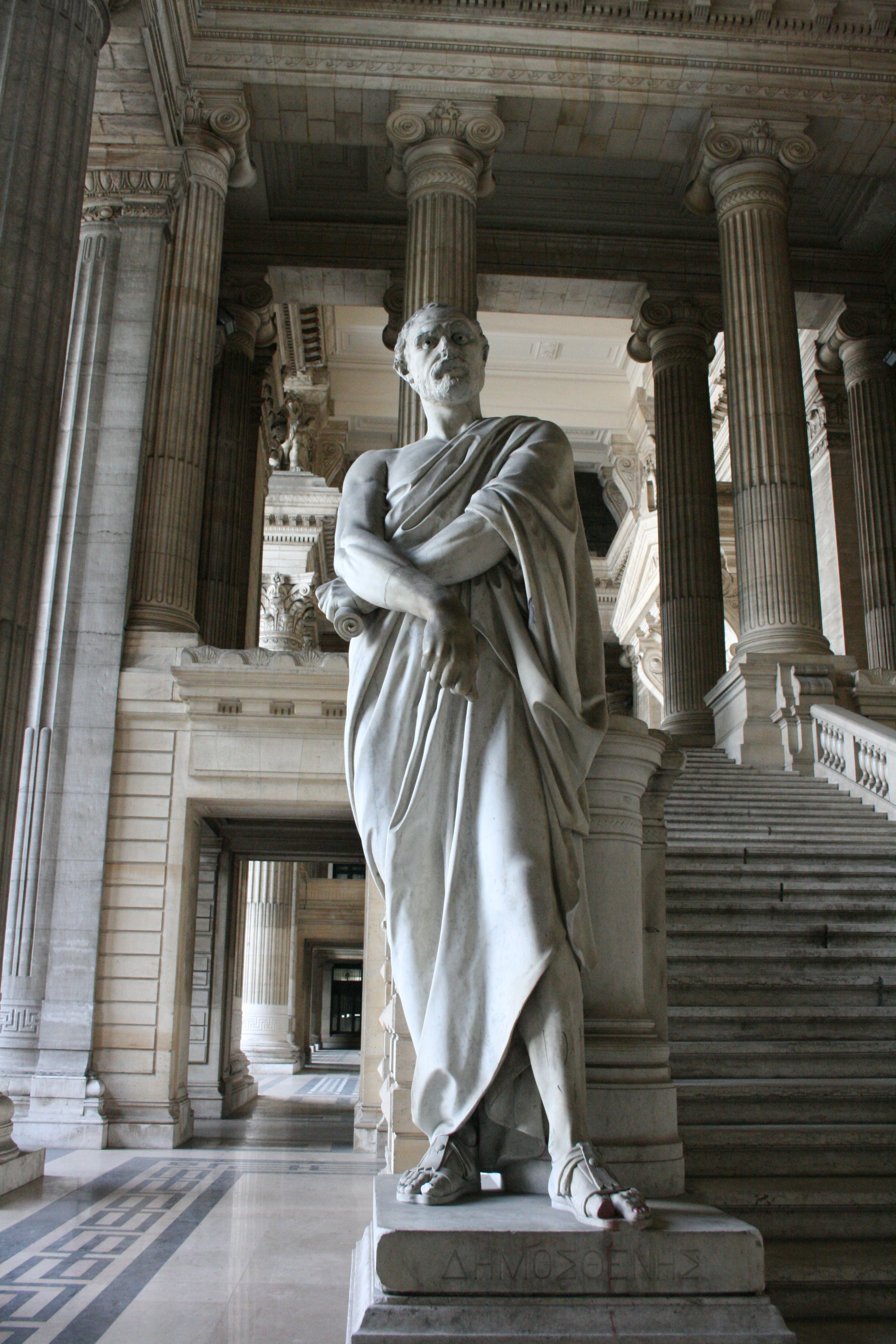
Demosthenes
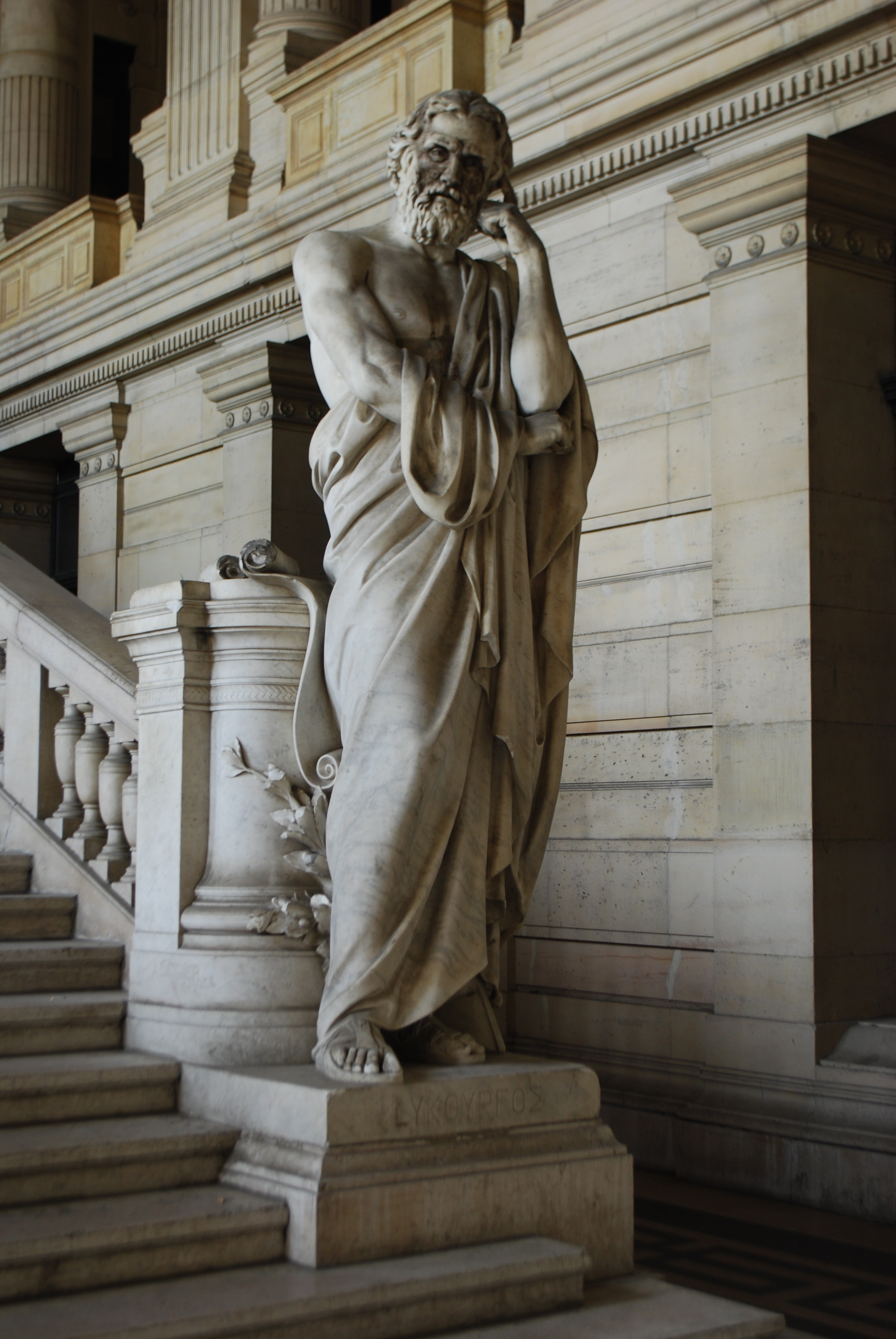
Lykourgos